# Майстер-клас
Майстер-клас (англ. master class) — метод навчання та конкретне заняття із вдосконалення практичної майстерності, що проводиться фахівцем в певній галузі творчої діяльності (музики, образотворчого мистецтва, літератури, режисури, акторської майстерності, дизайну, ремесла) для осіб, які, зазвичай, вже досягли достатнього рівня професіоналізму в цій сфері діяльності.